# جيوفاني بيانشيني
جيوفاني بيانشيني (بالإنجليزية: Giovanni Bianchini)‏ (و. 1410 – 1469 م) هو عالم فلك من دوقية فيرارا.
توفي عن عمر يناهز 59 عاماً.